# Ferdinando Natoni
Ferdinando Natoni (Roma, 10 luglio 1902 – Roma, 14 febbraio 2000) è stato un militare italiano.
Appartenente alla milizia fascista, durante il rastrellamento del ghetto di Roma del 16 ottobre 1943 riuscì a salvare due ragazze ebree dichiarando che erano figlie sue. Per il suo gesto nel 1994 fu insignito del riconoscimento di Giusto tra le nazioni.

## Biografia
Ferdinando Natoni, iscritto al Partito Nazionale Fascista e membro della milizia del regime, rivestiva la carica di capofabbricato (l'abitante di un edificio a cui spettava la supervisione delle attività relative alla protezione antiaerea) di uno stabile sito tra via Arenula e via Sant'Elena, nel quale risiedeva anche la famiglia ebrea Limentani.
Durante l'occupazione tedesca di Roma, il giorno sabato 16 ottobre 1943 le SS guidate dal capitano Theodor Dannecker effettuarono il rastrellamento del ghetto di Roma, a seguito del quale furono deportate nei campi di sterminio 1 023 persone appartenenti alla comunità ebraica romana, di cui sopravvissero solo in sedici.
Le truppe tedesche, provviste di un elenco di ebrei con i relativi indirizzi, giunsero nei pressi dell'abitazione dei Limentani intorno alle sei del mattino. A causa di una recente modifica apportata dall'amministrazione comunale all'indirizzo di residenza dei Limentani e del conseguente spostamento del numero civico (da via Arenula a via Sant'Elena, dove c'era un ulteriore accesso allo stabile), i tedeschi impiegarono alcuni minuti per individuare la dimora della famiglia. Mentre i militari intimavano minacciosamente all'anziano portiere, che non capiva il tedesco, di rivelare loro dove fossero i Limentani, questi ultimi ne approfittarono per organizzarsi. Indossati gli abiti migliori in modo da simulare un'uscita per una passeggiata, i genitori avrebbero provato a uscire, mentre le tre figlie, le gemelle diciottenni Mirella e Marina e la più giovane Jiuliana, avrebbero cercato riparo presso l'abitazione di un condomino di qualche piano sottostante che si era già offerto di accoglierle in caso di pericolo. Essendosi assiepata innanzi alla porta dell'uomo, noto per la sua disponibilità a proteggere gli ebrei, una piccola folla di correligionari in cerca di un rifugio, solo Jiuliana riuscì a mettersi in salvo entrando nell'abitazione. Terrorizzate, Mirella e Marina rimasero sul pianerottolo mentre le SS salivano rapidamente le scale. A quel punto Natoni, il quale non era in buoni rapporti con la famiglia Limentani a causa della sua appartenenza politica e anche di alcune dispute condominiali, aprì la porta del proprio appartamento posto sullo stesso piano, afferrò le due gemelle e le trascinò nella stanza da letto, dov'erano sua moglie e i cinque figli.
Quando le SS fecero irruzione nell'abitazione, Natoni cercò di negare loro l'ingresso affinché non disturbassero i suoi figli e, quando i militari entrarono nella stanza da letto, sostenne che anche le sorelle Limentani erano sue figlie. Tuttavia, i tedeschi furono insospettiti dal fatto che, diversamente dai componenti della famiglia Natoni, le due ragazze non indossavano il pigiama. Inoltre, il quarantunenne Natoni appariva troppo giovane per essere padre di due diciottenni. Natoni provò inutilmente a convincere le SS mostrando loro la sua uniforme della milizia, bandiere fasciste, fotografie di Hitler e la tessera del partito fascista, ma non esibì il certificato con i nomi di tutti i componenti della famiglia che i militari gli chiedevano con insistenza, cosicché fu arrestato e portato via tra le grida disperate dei familiari, a cui si unirono anche le Limentani. Fu solo l'appartenenza alla milizia fascista a permettere a Natoni di scagionarsi dall'accusa di aver protetto due ebree. Natoni venne rilasciato la sera, mentre i coniugi Limentani, scampati alla retata, riuscirono a prelevare e a mettere in salvo le figlie.
Il rapporto sull'operazione redatto da Herbert Kappler, comandante delle SS a Roma, nel lamentare un «comportamento della popolazione italiana chiaramente di resistenza passiva; che in un gran numero di casi singoli si è mutata in prestazioni di aiuto attivo», riporta che «in un caso, i poliziotti vennero fermati alla porta di un'abitazione da un fascista in camicia nera, con un documento ufficiale, il quale senza dubbio si era sostituito nella abitazione giudea usandola come propria un'ora prima dell'arrivo della forza tedesca». Secondo lo storico Michael Tagliacozzo, ci sono molte probabilità che il fascista menzionato da Kappler sia Ferdinando Natoni.
Dopo la fine della guerra, ogni 16 ottobre divenne usanza per i Limentani portare un pacco colmo di doni alla famiglia Natoni in segno di gratitudine. Negli anni novanta lo storico Emanuele Pacifici, apprese le ragioni di quella tradizione, invitò la zia Mirella Limentani a proporre Ferdinando Natoni per il riconoscimento di Giusto tra le nazioni da parte dello Yad Vashem. Durante la cerimonia, svoltasi il 14 novembre 1994, prima di ricevere la medaglia dalle mani del rabbino capo di Roma Elio Toaff, Natoni glì confidò che continuava a credere e che avrebbe sempre creduto nel fascismo, suscitando la benevola reazione del rabbino per l'onestà di tale dichiarazione.
Deceduto nel 2000 all'età di 97 anni, Ferdinando Natoni è sepolto nel cimitero Flaminio.